# Cueva Bat
Cueva Bat (en inglés: Bat Cave; que quiere decir Cueva del Murciélago) es una pequeña cueva en la isla caribeña de Santa Lucía, ubicada en su costa occidental.
La cueva es una señal o punto local para las embarcaciones que se dedican a la organización de viajes de snorkel para los turistas.
A pesar de lo que pudiera indicar su nombre, se cree que la cueva no posee una población de murciélagos de gran importancia.